# Mesosternum

Onderdelen van het borststuk van een huisvlieg:
1 = prescutum
2 = scutum
3 = scutellum
4 = propleuron
5 = mesopleuron
6 = metapleuron
7 = prosternum
8 = mesosternum
9 = metasternum

Het mesosternum is een onderdeel van het borststuk van een insect. Mesosternum betekent in het midden van (tussen) de borst. Het mesosternum is gelegen aan de onderzijde van het borststuk, tussen het metasternum (aan de achterzijde) en het prosternum (aan de voorzijde).